# You Can Win If You Want (álbum)
You Can Win If You Want ("Puedes triunfar si quieres") es un álbum recopilatorio que abarca la carrera del dúo alemán Modern Talking desde 1984 hasta 1986, con los éxitos de sus primeros cuatro álbumes. Fue lanzado al mercado en 1986. Es editado bajo el sello BMG Berlin Musik y producido, compuesto y arreglado por Dieter Bohlen y coproducido por Luis Rodríguez. El diseño de arte estuvo a cargo de Seib Werbeagentur.
Este álbum compilatorio fue reeditado y publicado en Alemania el 7 de mayo de 2010 bajo el nombre de "Heart And Soul" y con una nueva carátula.

## Lista de canciones
| #   | Título                                                  | Tiempo |
| --- | ------------------------------------------------------- | ------ |
| 1.  | "You're My Heart, You're My Soul" (Dieter Bohlen)       | 5:32   |
| 2.  | "Cheri Cheri Lady" (Dieter Bohlen)                      | 3:45   |
| 3.  | "You Can Win If You Want" (Dieter Bohlen)               | 3:48   |
| 4.  | "Brother Louie" (Dieter Bohlen)                         | 3:41   |
| 5.  | "Atlantis Is Calling (S.O.S. for Love)" (Dieter Bohlen) | 3:48   |
| 6.  | "Angie's Heart" (Dieter Bohlen)                         | 3:37   |
| 7.  | "Give Me Peace On Earth" (Dieter Bohlen)                | 4:12   |
| 8.  | "Lady Lai" (Dieter Bohlen)                              | 4:55   |
| 9.  | "Geronimo's Cadillac" (Dieter Bohlen)                   | 3:16   |
| 10. | "Jet Airliner" (Dieter Bohlen)                          | 4:21   |
| 11. | "You And Me" (Dieter Bohlen)                            | 4:01   |
| 12. | "Hey You" (Dieter Bohlen)                               | 3:20   |
| 13. | "One In A Million" (Dieter Bohlen)                      | 3:41   |
| 14. | "With A Little Love" (Dieter Bohlen)                    | 3:33   |
| 15. | "Lonely Tears In Chinatown" (Dieter Bohlen)             | 3:29   |
| 16. | "In Shaire" (Dieter Bohlen)                             | 3:43   |